# David Ben-Gurion
David Ben-Gurion (født 16. oktober 1886, død 1. december 1973, hebraisk: דָּוִד בֶּן־גּוּרִיּוֹן) var zionistisk leder og Israels første og tredje premierminister. Som øverste leder var han med til at oprette staten Israel ved udløbet af det britiske mandatområde i Palæstina og ledede landet gennem de første svære år og trak sig først tilbage i 1970.

## Tidlige liv
Ben-Gurion blev født David Grün i byen Płońsk, i nærheden af Warszawa i Polen, dengang en del af Det Russiske Kejserrige. Hans far, Avigdor Grün, var advokat og en af lederne i Hovevei Zion-organisationen. Hans mor, Scheindel Grün døde, da David var 11 år.
Grundet hans fars baggrund og den antisemitisme, som plagede Østeuropa i disse år, var han med til at danne den jødiske ungdomsgruppe Ezra, da han var 14 år. Han meldte sig ind i den zionist-socialistiske gruppe Zionist workers, da han var 17 år. Han begyndte at undervise på en jødisk skole i Warszawa, da han var 18 år. Under revolutionen i 1905-06 blev han arresteret to gange.
Han emigrerede i 1906 til Palæstina, hvor han arbejdede i appelsinplantagerne, i en vinkælder, som vagtmand og landbrugsmedhjælper. Han var med til at skabe det første landbrugskollektiv og en jødisk forsvarsgruppe. I 1910 begyndte han at skrive for avisen Yerushalayim i Jerusalem, og i forbindelse med hans politiske karriere skiftede han navn til det hebraiske Ben-Gurion. I 1912-1914 studerede han jura på universitetet i Konstantinopel, det (nuværende Istanbul) i Tyrkiet. 
Ved udbruddet af den 1. verdenskrig blev han i marts 1915 sammen med flere andre jøder deporteret af de tyrkiske myndigheder til Egypten, og han rejste videre til New York i USA. Her fungerede han som organisator dels af den jødisk-socialistiske Hechaluz bevægelse, dels gennem oprettelsen af den Jødiske Legion, der var en del af den britiske hær. Han mødte også den russiskfødte Paula Munweis. De blev gift i 1917 og fik tre børn. Via Canada kom Ben-Gurion i 1918 tilbage til Palæstina som soldat i den Jødiske Legion.

## Zionistisk leder
Han spillede en ledende rolle i dannelsen af den jødiske, faglige landsorganisation Histadrut, en forening grundlagt i 1920 i Palæstina, og han var dennes generalsekretær i 1921-35. I 1930 var han medstifter af arbejderpartiet Mapai, og fra 1935 var han formand for emigrantorganisationen Jewish Agency for Palestine, grundlagt af briterne i 1929 med det formål at repræsentere jøderne i Palæstina.
Ben-Gurion var samtidig ledende medlem af Verdenszionistforbundet. Han var under et kort samarbejde med Menachem Begins gruppe Irgun involveret i sporadiske, militære aktioner, men benægter at have været involveret i nogen form for terrorisme og insisterede på, at magt kun blev brugt mod militære mål.

## Premierminister
Det var som talsmand for Verdenszionistforbundet og Det jødiske Folkeråd, at Ben-Gurion den 14. maj 1948 proklamerede oprettelsen af staten Israel. Han blev den nye stats premierminister i 1948-1953 og 1955-1963, bar dem gennem Uafhængighedskrigen og igangsatte mange projekter til udvikling af landet og befolkningen som redningen af mange jøder fra de arabiske lande, bygningen af den nationale vandkanal HaMovil Ha'Artzi, byudvikling og bosætning i Negev-ørkenen.
Han forlod Knesset og politik i 1953 og trak sig tilbage til Kibbutz Sde Boker, et kollektivt landsbysamfund i Negev-ørkenen. Han vendte tilbage i 1955 efter valget, hvorefter han blev forsvarsminister og senere premierminister. Han støttede forhandlingerne med Vesttyskland og ledede Suez-krigen i 1956.
I juni 1963 trak Ben-Gurion sig tilbage som premier- og forsvarsminister. Han forblev aktiv i israelsk politik, og i juni 1965 blev Mapai splittet, da han stiftede partiet Rafi sammen med bl.a. Moshe Dayan, som vandt ti pladser i Knesset ved næste valg. Da Rafi, Mapai og et tredje arbejderparti, Ahdut Ha'avoda, efter Seksdageskrigen i 1968 dannede Labor (Arbejderpartiet), dannede Ben-Gurion igen et nyt parti, Hareshima Hamamlachtil, der vandt fire pladser i Knesset ved valget i 1969.
Ben-Gurion nedlagde sit parlamentariske mandat i Knesset i 1970 og levede sine sidste år på Kibbutz Sde Boker, hvor han døde i december 1973.
Foruden at være forfatter til en række bøger om Israels grundlæggelse har Ben-Gurion udgivet sine erindringer i bogen: Ben-Gurion ser tilbage.

## Kuriosum
- Han er af Time Magazine valgt som en af de top hundrede mest indflydelsesrige personer i det 20. århundrede [3].
- Han havde en umættelig appetit på intellektuelle udfordringer og et imponerende sprogøre. Ud over sit modersmål yiddish/hebraisk lærte han tyrkisk, engelsk, russisk, fransk, tysk og spansk, og sent i livet lærte han sig oldgræsk for at kunne læse Platon på originalsproget.
- Israels største lufthavn, Ben Gurion International Airport, bærer hans navn.